# Robert Lang
Robert Lang, född 19 december 1970 i Teplice, Tjeckoslovakien, är en tjeckisk före detta
ishockeyspelare. Lang spelade sista säsongen i Phoenix Coyotes  i NHL. Säsongerna 2001-2002 och 2002-2003 har han spelat för Washington Capitals. Hans bästa säsong var säsongen 2000-2001 då han skrapade ihop 80 poäng, då spelande för Pittsburgh Penguins. Han spelade även tre säsonger för Detroit Red Wings under mitten av 2000-talet. Lang har representerat det tjeckiska ishockeylandslaget vid ett flertal tillfällen.

## Klubbar i NHL
- Los Angeles Kings
- Boston Bruins
- Pittsburgh Penguins
- Washington Capitals
- Detroit Red Wings
- Chicago Blackhawks
- Montreal Canadiens